# Lau Højen
Lau Højen (født 20. juli 1980 i Aarhus) er en dansk guitarist og forsanger i rockbandet Carpark North.

## Baggrund
Lau Højen gik i 1996 på Mellerup Efterskole. Her mødte han blandt andre Søren Balsner, som han siden - sammen med trommeslageren Morten Thorhauge - stiftede Carpark North med.
Højen startede i 2001 på Det Jyske Musikkonservatorium, men forlod uddannelsen i 2003, da Carpark Norths succes krævede hans fulde opmærksomhed.
Den 20. juli 2013 blev Højen på sin fødselsdag far til en lille pige. Samme dag spillede han på Grøn Koncert i Aarhus.

## Diskografi

### Carpark North
- Carpark North (2003)
- All Things To All People (2005)
- Grateful (2008)
- Lost (2010)
- Phoenix (2014)
- Hope (2017)
- AIR – Part 1 (2024)
- AIR (2025)

### Solo
- Vi Vil Gerne Kysses (2021)